# Newman, Illinois
Newman là một thành phố thuộc quận Douglas, tiểu bang Illinois, Hoa Kỳ. Năm 2010, dân số của thành phố này là 865 người.

## Dân số
Dân số qua các năm:
- Năm 2000: 956 người.
- Năm 2010: 865 người.